# فرودگاه نیروی هوایی سلطنتی گیدون
فرودگاه نیروی هوایی سلطنتی گیدون (به انگلیسی: RAF Gaydon) یک فرودگاه تعطیل است که یک باند فرود آسفالت دارد. این فرودگاه در کشور انگلستان قرار دارد و در ارتفاع ۱۳۰ متری از سطح دریا واقع شده است.